# Yareta
Yareta (Azorella compacta), auch Llareta geschrieben, ist eine Pflanzenart aus der Familie der Doldenblütler (Apiaceae). Die langsamwüchsige Wüstenpflanze ist heimisch in den Anden. Dort wurde und wird sie unter anderem als Brennstoff gebraucht, weshalb ihre Bestände stark zurückgegangen sind.

## Beschreibung

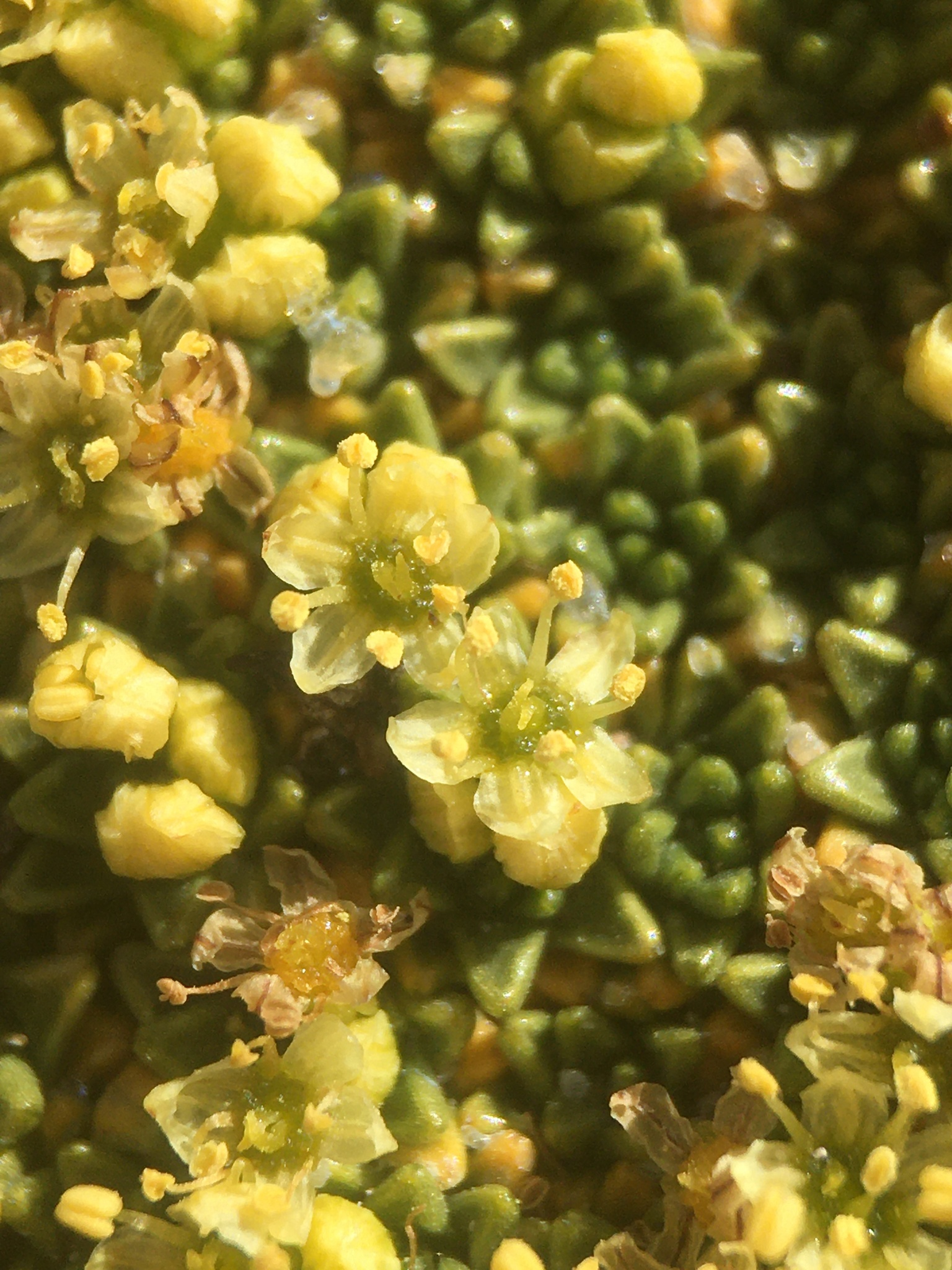
Blüten

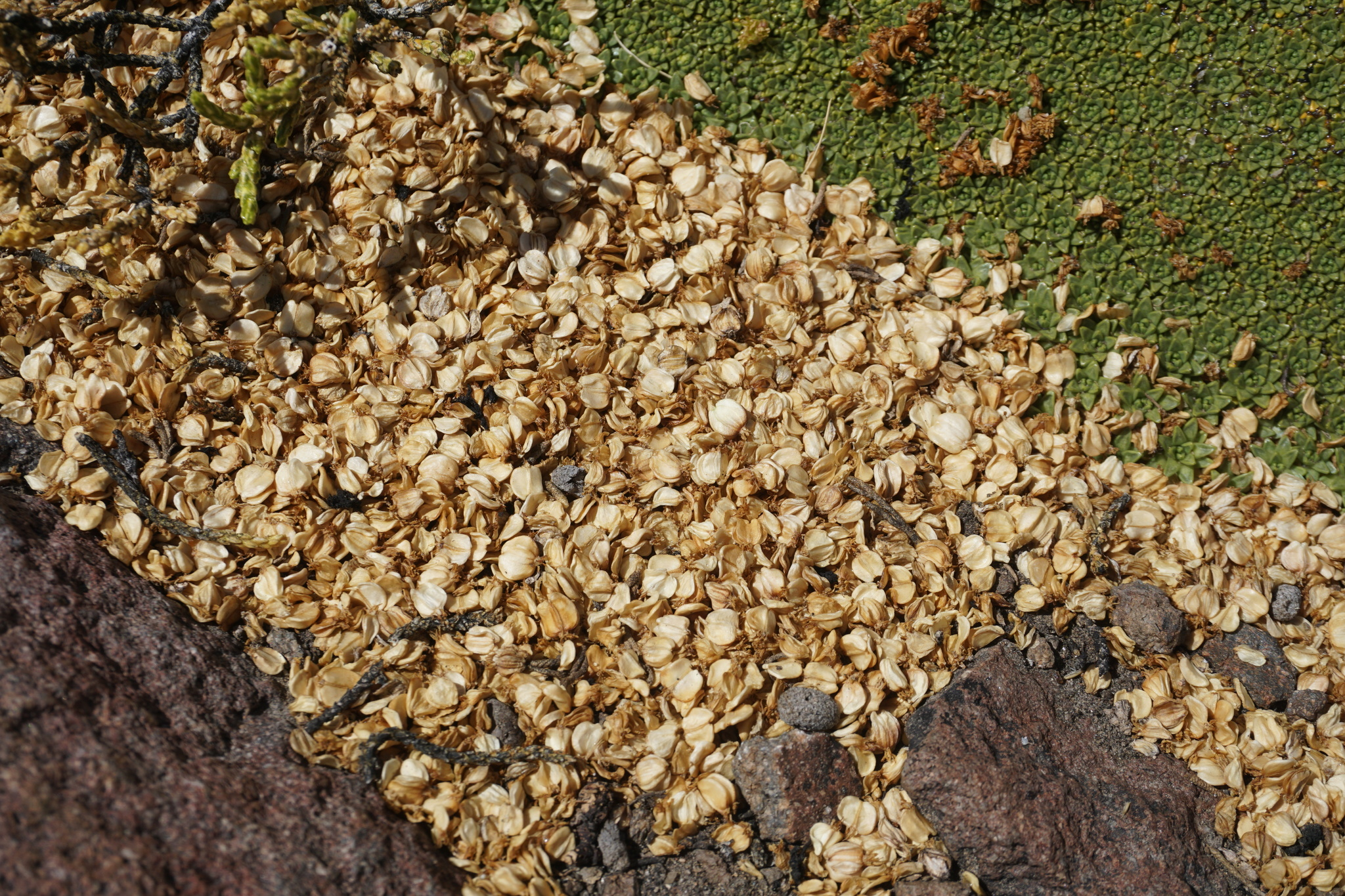
Früchte

### Erscheinungsbild und Blatt
Die Yareta ist eine ausdauernde, immergrüne und extrem langsamwüchsige Pflanze, die korallenriffartige, hügelige harte Polster mit einer Höhe von bis zu 1,5 Meter und einer Ausdehnung von rund 30 Quadratmetern, nach frühen Schilderungen sogar bis rund 35 Quadratmeter bildet. Ihre Wurzel ist eine starke, holzige Pfahlwurzel, große Pflanzen bilden zusätzlich kleine Nebenwurzeln am Rand der Polster aus.
Die verholzende, verwinkelte und von alten Blättern ummantelte Sprossachse ist prismenförmig, die unteren Zweige und jene des Randes sind größer und verlaufen gelegentlich horizontal. Sie sind auf das dichteste belaubt mit in Rosetten stehenden, gelb- bis hellgrünen, kahlen, dicken, fleischigen und ungestielten Laubblättern, die eiförmig bis länglich sind und stumpf zulaufen sowie manchmal stachelspitzig sind. Sie erreichen eine Länge von 2 bis 6 Millimeter, eine Breite von 1 bis 4 Millimeter und enthalten gelegentlich harzige Tropfen.

### Blüte, Frucht und Samen
Die Blütenstände sind sitzend oder an sehr kurzen Blütenstandsachsen stehende Dolden mit ein bis fünf sich nacheinander öffnenden Blüten, die als Knospen pink bis lavendelfarben sind. Der Hüllkelch besteht aus vier bis fünf häutigen Blättchen, die drei bis sieben Blüten stehen an kurzen Blütenstielen. Die Kelchzähne sind dreieckig, spitz zulaufend, 0,5 Millimeter lang und breit. Die blassgelben Kronblätter sind eiförmig, stumpf und rund 1 Millimeter lang, die Staubblätter rund 2 Millimeter lang, die aufrechten Griffel sind 0,7 bis 1,5 Millimeter lang.
Die runden, schwach purpurfarbenen Spaltfrüchte mit beständigem Kelch sind 4 bis 5 Millimeter groß und bestehen aus zwei einsamigen, gelegentlich ungleich großen, rippigen bzw. geflügelten Teilfrüchten. Ein Karpophor fehlt.

## Verbreitung und Ökologie
Yareta wächst hauptsächlich in alpinen Wüsten der Hochanden im Süden Perus, Boliviens, Nordost-Chiles sowie im Nordwesten Argentiniens zwischen 3500 und 5200 m Höhe, bevorzugt an temperaturausgleichend wirkenden Steinhaufen oder Felsblöcken, vergesellschaftet allein mit Lepidophyllum quadrangulare. Die Pflanzen kommen in einer mittleren Dichte von 70 Individuen pro Hektar vor und bedecken rund 10 bis 15 % des Areals.
Sie zeichnen sich durch ein extrem langsames Wachstum aus mit einer Rate von radial rund 1,4 Millimetern im Jahr. Legt man ein solches Wachstum zugrunde, lässt sich in Abhängigkeit von der Größe heute existierender Pflanzen ein Alter von bis zu 3000 Jahren errechnen.

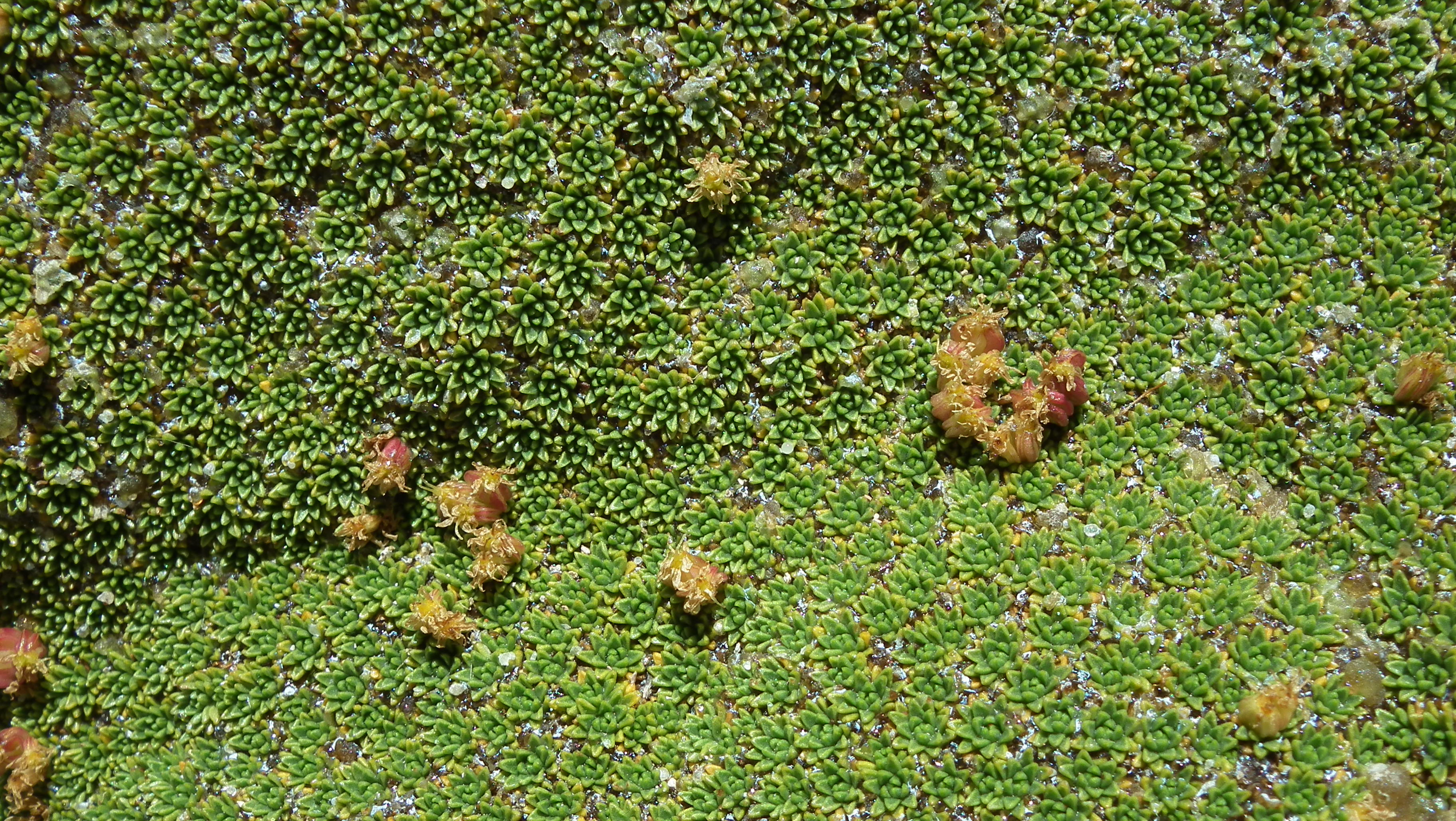
Oberfläche einer Yareta mit Blüten

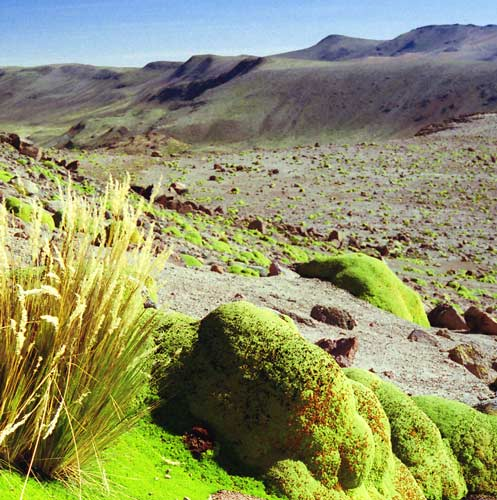
Yareta in Peru

Im Innern der Pflanzen sammelt sich eine beträchtliche Menge an abgestorbenem Material an, das als Feuchtigkeitsreservoir und zur Kühlung dient. Dieser Detritus, die Wuchsform, der Gehalt an harzigen Bestandteilen sowie der extrem dichte Wuchs sind allesamt als Anpassung an die extremen Bedingungen der Hochanden zu sehen. Sie reduzieren Wasserverluste und ermöglichen es die Temperatur zu regeln. Aufgrund der Standorte in extremen Höhenlagen und ihrer harzigen Inhaltsstoffe können sich die Pflanzen weitgehend frei von Fressfeinden halten. Eine nicht auf Artniveau bestimmte, große, weiche und pinkfarbene Schildlausart wurde allerdings an bodennahen Zweigen beobachtet, sowie kleine rote Milben, die an der Pflanzenoberfläche leben. Vereinzelt wurde auch Verbiss durch Ziegen dokumentiert.
Die Pflanzen blühen ganzjährig, immer aber nur in bestimmten Abschnitten der Pflanze. Blühbereiche wie auch vegetatives Wachstum finden sich besonders auf den stärker besonnten östlichen und nördlichen Seiten der Pflanzen. Von der Blütenöffnung zur Fruchtreife vergehen rund fünfzehn Wochen. Als Bestäuber dienen wahrscheinlich Insekten, da auf den Blüten Ameisen, Mücken, kleine Wespen und Fliegen beobachtet wurden. Herabfallende Teilfrüchte werden vom Wind häufig in Felsspalten getrieben, wo sie dann keimen können. Weniger als ein Prozent aller Teilfrüchte sind allerdings überhaupt fruchtbar.

## Verwendung
Die Yareta hat in vielen Darreichungsformen Verwendung in der Volksmedizin gefunden, in gleicher Weise wie die verwandte Mulinum chillanensis. Bereitungen aus der Wurzel wurden gegen Schmerzen, Asthma, Erkältungen, Bronchitis sowie Erkrankungen der Nieren gebraucht. Schulmedizinisch begleitete Behandlungen von Diabetikern mit Aufgüssen erbrachten deutliche Erfolge bei der Senkung des Blutzuckerspiegels, nähere Forschungen dazu stehen jedoch aus.
Bedeutender, aber ökologisch auch erheblich problematischer ist die Verwendung der Pflanzen als Brennstoff (ähnlich wie auch bei Azorella diapensioides). In den baumlosen Höhen werden die Pflanzen von Ortsansässigen als Brennstoff zum Heizen und Kochen genutzt und die gesammelte Asche als Dünger verwendet, dazu werden sie nach dem Schlagen erst drei bis fünf Monate getrocknet. Ihre Popularität als Brennstoff verdanken sie ihrem langsamen und rauchlosen Brand in Verbindung mit einem hohen Brennwert, der mit 362.045 Joule pro Kilogramm Yareta rund halb so hoch ist wie der der gleichen Volumenmenge Fettkohle. In besonders drastischer Weise verstärkte sich die Nutzung als Brennstoff durch Eisenbahnen und die Anlage von Bergwerken. Die Bergwerksbetreiber bezuschussten die Verwendung, so dass bis 1958 allein von den Angestellten der Chuquicamata-Kupfermine rund 1000 Tonnen Yareta pro Monat verbraucht wurden, zwischen 1915 (Eröffnung der Mine) und 1958 verbrannten so rund eine halbe Million Tonnen der Pflanzen. Der so betriebene Gebrauch ist ein extremer Fall von Raubbau, da er aufgrund des langsamen Wuchses der Pflanzen nicht nachhaltig war.
In Laborversuchen haben zwei Diterpenoide aus Yareta-Pflanzen, Azorellanol und Mulin-11,3-dien-20-carbonsäure, eine hohe Wirksamkeit gegen alle Stadien von Trypanosoma cruzi, dem Erreger der Chagas-Krankheit, gezeigt.

## Status und Gefährdung
Die jahrzehntelangen Belastungen haben die Bestände der Pflanzen insbesondere in Chile deutlich reduziert, auch wird davon ausgegangen, dass es nur noch sehr wenige der besonders großen und alten Individuen gibt. In Peru wird die Nutzung der Bestände mittlerweile von der Regierung kontrolliert; in Chile, wo die Art lokal auszusterben droht, ist sie unter strengen Schutz gestellt worden. Zwar ist der Gebrauch als Brennstoff mittlerweile verboten, für die lokale Bevölkerung allerdings existieren keine Energie-Alternativen zur Yareta, auch als traditionelle Medizin wird es weiterhin verwendet.

## Systematik und botanische Geschichte
Eine erste informelle Beschreibung sowie eine fragmentarische Sammlung der Yareta in Bolivien leistete Joseph Andrews 1827, sein Material beschrieb Karel Domin achtzig Jahre später als Azorella prismatoclada. Bereits 1891 jedoch hatte der chilenische Botaniker Rudolph Amandus Philippi anhand einer Aufsammlung seines Sohnes Federico aus dem chilenisch-bolivianischen Grenzland die Art als Azorella compacta Phil. erstbeschrieben. 1899 dann stellte Karl Reiche die Art zur Gattung Laretia, diese Ansicht setzte sich jedoch nicht durch. Weitere Synonyme sind Azorella yareta Hauman und Azorella columnaris H.Wolff. Die Yareta ist eng verwandt mit Azorella corymbosa Pers.

## Nachweise
- G. E. Wickens: Llareta (Azorella compacta, Umbelliferae): A Review. In: Economic Botany. Vol. 49, Nr. 2, 1995, S. 207–212
- Carol Pearson Ralph: Observations on Azorella compacta (Umbelliferae), a Tropical Andean Cushion Plant. In: Biotropica. 10(1), 1978, S. 62–67
- Karl Reiche: Estudios críticos sobre la Flora de Chile. Vol. 3, Pt. 1, 1902, S. 63, online (PDF, 1,63 MB) (spanisch).